# Физир, Рудольф
Рудольф Физир (серб. Рудолф Физир; хорв. Rudolf Fizir; 13 января 1891, Лудбрег, Австро-Венгрия — 12 ноября 1960, Загреб) — югославский авиаконструктор. Образование получил в Висмаре, Германия. В 1921 году поступил в Югославские королевские ВВС и по его проектам были построены десятки самолетов, использовавшихся ВВС Королевства Югославии и ВВС Югославии.

## Биография
Рудольф Физир родился в маленьком городке Лудбрег на берегу Дравы, в северной Хорватии. Он был вторым ребёнком в семье из четырёх детей. По окончании начальной школы в Лудбреге, учился в ремесленной школе в Загребе. В 1906 или 1907 году был отправлен в старшие классы средней технической школы в Винер-Нойштадте, а потом в Технический Университет Тулузы во Франции. В 1911 или 1912 году оставил Тулузу и перебрался в Висмар, в Северной Германии, где поступил в аэротехническую инженерную академию. Его первый самолет спроектирован в 1913 году в качестве студенческой работы, но проект спортивного биплана так и остается нереализованным.
Вскоре начинается Первая мировая война. Физир как талантливый аспирант направлен на работу в Шверин, где проектирует истребители для германского воздушного корпуса на новом заводе Fokker-Flugzeugbau. В 1915 году он сдал экзамены и получил диплом аэротехнического инженера. Когда Энтони Фоккер приступил к созданию дочерней компании в Венгрии, Физир был направлен в Будапешт для поиска площадей и организации производства. Проведя в Венгрии апрель — сентябрь 1916 года Физир вернулся в Германию на работу конструктором в компанию Hansa und Brandenburg Flugzeugwerken, в Бранденбурге. Позже перешёл на работу в компанию Hansa-Lloyd-Werk, в том же городе, где и встретил окончание войны. После поражения Центральных держав, Физир с ноября 1918 года работает в автомобильной промышленности, в компании Steyer Automobilwerke в Штеттине, где приобрел опыт работы с двигателями внутреннего сгорания.
В начале 1920-х вернулся в родной город. Участвовал в строительстве авиационного завода в Загребе. Когда проект, связанный с сербскими интересами, закрылся, Физир был вынужден искать работу в Нови-Сад — авиационном центре нового государства. Там он находит работу инженером в авиамастерской 1-го полка Югославских королевских ВВС при Арсенале Петроварадина, где была сосредоточена трофейная авиационная техника, доставшаяся от Австро-Венгрии. Эта техника, в дополнения к самолетам, поставленными французскими союзниками, составила основу авиации новообразованного государства. В дополнение к достройке захваченных самолетов и приведением их в летное состояние, Физир организовал первое производство деталей к самолетам. А вместе с инженерами Ј. Миклом, Н. Жученком и Несторовым разработал техническую документацию, на основе которой было организовано производство копий авиационных конструкции Германии и Австро-Венгрии.
в своем доме в Петроварадине Физир организовал мастерскую для разработки и производства собственных конструкций. Из этой мастерской вышел и первый самолет югославской разработки, а всего в ней было разработано около 10 конструкций, из которых было построено 8.
В 1923 году в сотрудничестве с австрийцем Йозефом Миклом Физир строит прототип летающей лодки Fizir Mickl, спроектированной по современным концепциям. Затем, в 1925 году он строит прототип самолета Физир Ф1 с двигателем Майбах, мощностью 260 л. с. Эта конструкция была первой полностью югославской разработкой. Самолет имел настолько хорошую аэродинамику, что в сентябре 1927 года взял первый приз на соревнованиях Малой Антанты и Польши в категории самолетов до 400 л. с. Данная конструкция с модификациями была произведена в количестве более 50 шт.
В 1929 году в своей мастерской он построил прототип двухместного учебного самолета, получившего название Физир ФН и оснащенного двигателем Mercedes D.II, мощностью 120 л. с. Самолет отлично зарекомендовал себя и был принят в качестве основного учебного самолета Королевского аэроклуба. Всего их было произведено более 190 штук. В 1930 году в количестве 5 штук был построен гидровариант на поплавках. в том же году Физир построил гидроплан Физир-Вега, оснащенный пятицилиндровым звездообразным двигателем Walter-Vega малой мощности в 85 л. с. При создании этого самолета, Физир руководствовался идеей создания пассажирской сети гидроавиации на Адриатическом море.
В это же время Физир был главным конструктором завода Змай, в Земуне.
В апреле 1936 года Физир становится техническим директором завода Икарус в Земуне.
С началом второй мировой войны Физир переехал в Загреб и был принят в состав ВВС Хорватии в звании подполковника. 25 ноября 1943 года он становится главой технического отдела и руководителем технических служб ВВС. Он работал над техническим оснащением ВВС и запуском в производство самолетов в Хорватии. Строительство его самолетов Физир ФП-2 было начато в Руме, но закончено было уже после падения Независимиого государства Хорватия. Также в годы Второй мировой войны Физер читал лекции на Техническом факультете университета Загреба. К концу войны он носил уже звание полковника. После освобождения страны, благодаря усилиям своих довоенных коллег инженеров из командования ВВС, был избавлен от суда. После войны продолжал работать в техническом университете Загреба.

## Память
Его именем назван аэроклуб в Лудбреге.